# Snöre

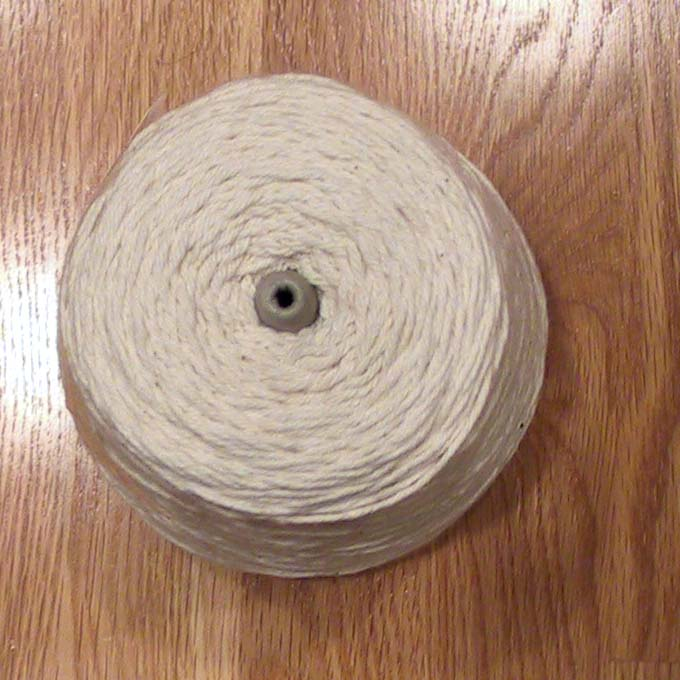
Hoprullat snöre

Ett snöre är ett tunt tvinnat rep eller liknande flätad eller virkad produkt.
Snöret tillverkas genom hoptvinning av två eller flera garn, remsor eller liknande. Snöre kan även tillverkas på annat sätt, till exempel genom flätning eller virkning, och snöret kan då likna ett band. Snören kan tillverkas både för praktiska ändamål och för dekorationssyfte.